# Diamentowa Liga 2017
Samsung Diamentowa Liga 2017 – ósma edycja prestiżowych zawodów Diamentowej Ligi na świecie. W 2017 roku pierwszy mityng odbył się 5 maja, tradycyjnie w stolicy Kataru, Doha, na stadionie Qatar SC Stadium, a cykl zakończył się 1 września podczas Memorial Van Damme w Brukseli. Cykl w tym roku składał się z 14 mityngów.

## Zasady
Od edycji 2017 zmieniono reguły. Cykl Diamentowej Ligi składa się z 14 zawodów z czego 12 pierwszych jest zawodami kwalifikacyjnymi w których zawodnicy zdobywają punkty według zasady: 1 miejsce – 8 punktów, 2 miejsce – 7 punktów, 3 miejsce – 6 punktów, 4 miejsce – 5 punktów, 5 miejsce – 4 punkty, 6 miejsce – 3 punkty, 7 miejsce – 2 punkty, 8 miejsce – 1 punkt. W zależności od konkurencji 8 lub 12 zawodników z największą liczbą punktów kwalifikuje się do zawodów finałowych w Zurychu lub Brukseli. Zwycięzcą cyklu zostaje zawodnik, który wygra zawody finałowe.

## Kalendarz
| Data        | Mityng                                                  | Miasto     | Stadion                        | Wyniki    |
| ----------- | ------------------------------------------------------- | ---------- | ------------------------------ | --------- |
| 5 maja      | Qatar Athletic Super Grand Prix                         | Doha       | Qatar SC Stadium               | Rezultaty |
| 13 maja     | Shanghai Golden Grand Prix                              | Szanghaj   | Shanghai Stadium               | Rezultaty |
| 26–27 maja  | Prefontaine Classic                                     | Eugene     | Hayward Field                  | Rezultaty |
| 8 czerwca   | Golden Gala                                             | Rzym       | Stadio Olimpico                | Rezultaty |
| 15 czerwca  | Bislett Games                                           | Oslo       | Bislett Stadion                | Rezultaty |
| 18 czerwca  | DN Galan                                                | Sztokholm  | Stadion Olimpijski             | Rezultaty |
| 1 lipca     | Meeting de Paris                                        | Paryż      | Stade Sébastien Charléty       | Rezultaty |
| 6 lipca     | Athletissima                                            | Lozanna    | Stade Olympique de la Pontaise | Rezultaty |
| 9 lipca     | London Grand Prix                                       | Londyn     | Stadion Olimpijski             | Rezultaty |
| 16 lipca    | Meeting international Mohammed VI d’athlétisme de Rabat | Rabat      | Stade Moulay Abdellah          | Rezultaty |
| 21 lipca    | Herculis                                                | Monako     | Stade Louis II                 | Rezultaty |
| 20 sierpnia | Sainsbury’s Birmingham Grand Prix                       | Birmingham | Alexander Stadium              | Rezultaty |
| 24 sierpnia | Weltklasse Zürich                                       | Zurych     | Letzigrund Stadion             | Rezultaty |
| 1 września  | Memorial Van Damme                                      | Bruksela   | Stadion Króla Baudouina I      | Rezultaty |

## Zwycięzcy
| Konkurencja                        |                     |
| Mężczyźni                          |                     |
| Bieg na 100 metrów                 | Chijindu Ujah       |
| Bieg na 200 metrów                 | Noah Lyles          |
| Bieg na 400 metrów                 | Isaac Makwala       |
| Bieg na 800 metrów                 | Nijel Amos          |
| Bieg na 1500 metrów                | Timothy Cheruiyot   |
| Bieg na 5000 metrów                | Mohamed Farah       |
| Bieg na 3000 metrów z przeszkodami | Conseslus Kipruto   |
| Bieg na 110 metrów przez płotki    | Siergiej Szubienkow |
| Bieg na 400 metrów przez płotki    | Kyron McMaster      |
| Skok wzwyż                         | Mutazz Isa Barszim  |
| Skok o tyczce                      | Sam Kendricks       |
| Skok w dal                         | Luvo Manyonga       |
| Trójskok                           | Christian Taylor    |
| Pchnięcie kulą                     | Darrell Hill        |
| Rzut dyskiem                       | Andrius Gudzius     |
| Rzut oszczepem                     | Jakub Vadlejch      |
| Kobiety                            |                     |
| Bieg na 100 metrów                 | Elaine Thompson     |
| Bieg na 200 metrów                 | Shaunae Miller-Uibo |
| Bieg na 400 metrów                 | Shaunae Miller-Uibo |
| Bieg na 800 metrów                 | Caster Semenya      |
| Bieg na 1500 metrów                | Faith Kipyegon      |
| Bieg na 5000 metrów                | Hellen Obiri        |
| Bieg na 3000 metrów z przeszkodami | Ruth Jebet          |
| Bieg na 100 metrów przez płotki    | Sally Pearson       |
| Bieg na 400 metrów przez płotki    | Dalilah Muhammad    |
| Skok wzwyż                         | Mariya Lasitskene   |
| Skok o tyczce                      | Katerina Stefanidi  |
| Skok w dal                         | Ivana Španović      |
| Trójskok                           | Olga Rypakova       |
| Pchnięcie kulą                     | Gong Lijiao         |
| Rzut dyskiem                       | Sandra Perković     |
| Rzut oszczepem                     | Barbora Špotáková   |

## Polacy
Poniższa tabela przedstawia reprezentantów Polski, którzy punktowali w dwunastu mityngach kwalifikacyjnych. Pogrubioną czcionką zostali zaznaczeni zawodnicy, którzy wystartowali w zawodach finałowych w Zurychu lub Brukseli. Sylwester Bednarek i Anna Jagaciak-Michalska zakwalifikowali się do zawodów finałowych z listy rezerwowej.
| Lokata | Imię i nazwisko         | Konkurencja       | Punkty |
| ------ | ----------------------- | ----------------- | ------ |
| 12.    | Rafał Omelko            | 400 m             | 8      |
| 3.     | Adam Kszczot            | 800 m             | 21     |
| 8.     | Marcin Lewandowski      | 800 m             | 12     |
| 9.     | Marcin Lewandowski      | 1500 m            | 9      |
| 21.    | Karol Zalewski          | 3000 m z przeszk. | 1      |
| 18.    | Damian Czykier          | 110 ppł.          | 4      |
| 14.    | Sylwester Bednarek      | skok wzwyż        | 7      |
| 4.     | Piotr Lisek             | skok o tyczce     | 23     |
| 5.     | Paweł Wojciechowski     | skok o tyczce     | 21     |
| 13.    | Karol Hoffmann          | trójskok          | 2      |
| 6.     | Konrad Bukowiecki       | pchnięcie kulą    | 10     |
| 11.    | Michał Haratyk          | pchnięcie kulą    | 4      |
| 5.     | Piotr Małachowski       | rzut dyskiem      | 12     |
| 8.     | Robert Urbanek          | rzut dyskiem      | 8      |
| 16.    | Justyna Święty          | 400 m             | 4      |
| 19.    | Joanna Jóźwik           | 800 m             | 2      |
| 1.     | Angelika Cichocka       | 1500 m            | 27     |
| 2.     | Kamila Lićwinko         | skok wzwyż        | 28     |
| 10.    | Anna Jagaciak-Michalska | trójskok          | 4      |
| 11.    | Paulina Guba            | pchnięcie kulą    | 4      |

Lokaty Polaków w zawodach finałowych:
| Lokata | Imię i nazwisko         | Konkurencja    |
| ------ | ----------------------- | -------------- |
| 2.     | Piotr Lisek             | skok o tyczce  |
| 2.     | Paweł Wojciechowski     | skok o tyczce  |
| 2.     | Marcin Lewandowski      | 800 m          |
| 3.     | Adam Kszczot            | 800 m          |
| 3.     | Piotr Małachowski       | rzut dyskiem   |
| 5.     | Kamila Lićwinko         | skok wzwyż     |
| 6.     | Robert Urbanek          | rzut dyskiem   |
| 7.     | Sylwester Bednarek      | skok wzwyż     |
| 7.     | Anna Jagaciak-Michalska | trójskok       |
| 8.     | Konrad Bukowiecki       | pchnięcie kulą |
| 8.     | Angelika Cichocka       | 1500 m         |
| 9.     | Marcin Lewandowski      | 1500 m         |